# L'Espartinar
L'Espartinar és una zona humida del terme municipal de Castelló d'Empúries, que es localitza a la línia litoral situada enfront dels estanys de la Serpa, la Fonda i la Massona. Presenta diversos estanys menors, sense nom, molt canviants per la dinàmica litoral. Ocupa una superfície de 47,29 Ha.
La vegetació està formada per dunes, comunitats de rereduna i platges, salicorniars, jonqueres de Juncus maritimus, de sòls poc salins i llargament inundats, i herbassars junciformes de Spartina versicolor de vores d'estanys.
En aquest espai són presents els hàbitats d'interès comunitari 1410 Prats i jonqueres halòfils mediterranis (Juncetalia maritimi),1420 Matollars halòfils mediterranis i termoatlàntics (Sarcocornetea fruticosae), 2110 Dunes movents embrionàries i 1320 Espartinars.
Pel que fa a la fauna, l'espai és d'interès sobretot per a l'avifauna. La platja és dormidor de diverses espècies (com el becut, Numenius arquata, etc.) i zona de reproducció d'espècies com el corriol camanegre (Charadrius alexandrinus).
La forta pressió turística durant els mesos d'estiu és un dels principals factors que amenacen l'espai, tot i que la titularitat pública i la gestió com a Reserva Natural Integral han permès recuperar els hàbitats propis de la zona. Actualment (2008) es regula l'accés de vianants a la platja els mesos d'interès per a la reproducció del corriol camanegre (Charadrius alexandrinus). A més, s'ha creat un observatori i mirador elevat al límit de la platja amb el càmping adjacent, punt de màxima pressió humana i entrada a l'espai. L'Espartinar es troba dins el Parc Natural dels Aiguamolls de l'Empordà i està protegit també com a Espai d'Interès Natural "Aiguamolls de l'Alt Empordà" i com a espai de la Xarxa Natura 2000 ES0000019 "Aiguamolls de l'Alt Empordà". Es troba també dins la Reserva Natural Integral II dels Aiguamolls de l'Empordà, "Les Llaunes".